# شان مک‌کان (بازیگر)
شان مک‌کان (به انگلیسی: Sean McCann) (زاده ۲۴ سپتامبر ۱۹۳۵-درگذشته ۱۳ ژوئن ۲۰۱۹) بازیگر کانادایی بود.
از فیلم‌های معروف او می‌توان به بازی در به دام افتاده در بهشت، ماه دیوانه، زن تحت تعقیب، فرار و هوای آن بالاها اشاره کرد.